# Basilic (mythologie)
Pour le basilic présent dans l'univers de Harry Potter, voir Basilic (Harry Potter). Pour les autres significations, voir Basilic.
Ne doit pas être confondu avec Cocatrix.
Le basilic est une bête légendaire, souvent présenté comme un gros reptile, mentionné dès l'Antiquité gréco-romaine comme étant un petit serpent au venin et au regard mortels.
Durant le Moyen Âge, il fut plus souvent décrit comme un mélange de coq et de serpent et fut l'objet d'importantes superstitions, tant sur ses origines que sur ses pouvoirs d'empoisonnement et de pétrification.
Très proche de la cocatrix, le basilic apparaît dans de nombreux bestiaires et des encyclopédies avant de devenir, à l'époque contemporaine, une créature figurant dans de nombreux jeux de rôle.

## Étymologie
Le nom de « basilic » est issu du grec ancien βασιλίσκον / basilískon, diminutif de βασιλεύς / basileús en caractères latins, qui signifie « roi » ou « petit roi ». Selon Édouard Brasey, le basilic était considéré comme le roi des serpents, d'où ce nom. Les Romains le nommaient « sang de Saturne ».

## Mythe

### Antiquité gréco-romaine

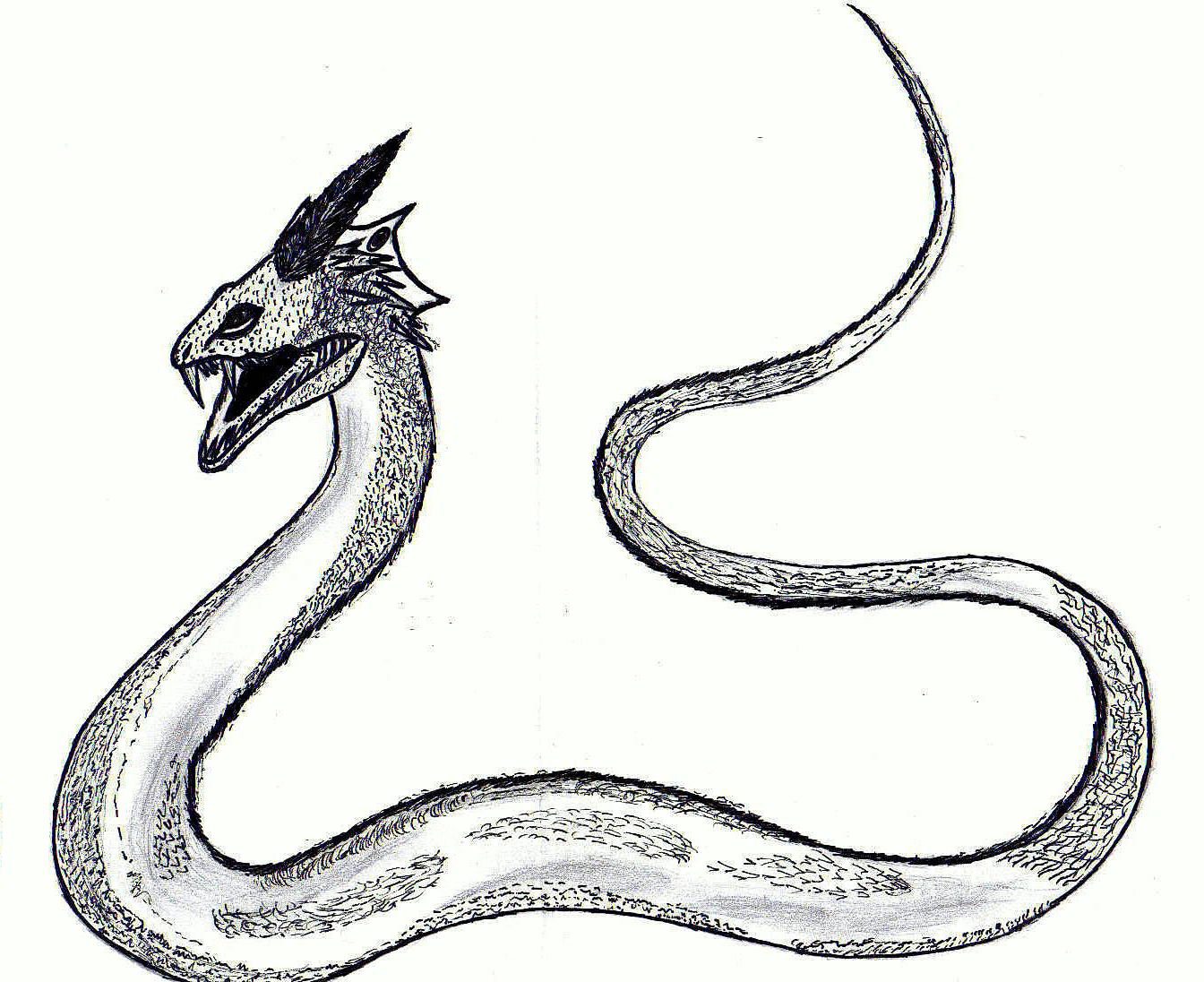
Le basilic, tel qu'on se le représentait durant l'Antiquité, avait la forme d'un petit serpent.

Le basilic est censé être né, comme la plupart des serpents mentionnés par la mythologie grecque, du sang qui coula de la tête tranchée de la Gorgone Méduse alors que Persée volait en la tenant dans sa main. Les noms des serpents qui naquirent de ce sang ne sont pas précisés. D'autres contestent cette naissance et pensent plutôt que le basilic serait issu d'un œuf de poule gâté (Septante, Isaie 59), éventuellement couvé par un crapaud.
Aristote (IVe siècle av. J.-C.) aurait mentionné le pouvoir létal du basilic : « il est vrai que si le basilic peut nous donner la mort, nous pouvons lui rendre la pareille en lui présentant la surface polie d'un miroir : les vapeurs empoisonnées qu'il lance de ses yeux iront frapper la glace, et, par réflexion, lui renverront la mort qu'il voudra donner » et Alexandre le Grand aurait fait forger un bouclier poli comme un miroir afin de se protéger des basilics lorsqu'il était en route pour conquérir les Indes.
Selon le poète grec Nicandre de Colophon (IIe siècle av. J.-C.), il s'agit d'un serpent de petite taille, au corps brillant.
Pline l'Ancien mentionne le basilic comme un serpent portant une tache claire en forme de couronne royale sur la tête, dont le regard brise les pierres et brûle l'herbe :

« Le serpent appelé basilic n'est pas doué d'une moindre puissance. La province Cyrénaïque le produit ; sa longueur n'est pas de plus de douze doigts ; il a sur la tête une tache blanche, qui lui fait une sorte de diadème. Il met en fuite tous les serpents par son sifflement. Il ne s'avance pas comme les autres en se repliant sur lui-même, mais il marche en se tenant dressé sur la partie moyenne de son corps. Il tue les arbrisseaux, non seulement par son contact, mais encore par son haleine ; il brûle les herbes, il brûle les pierres, tant son venin est actif. On a cru jadis que, tué d'un coup de lance porté du haut d'un cheval, il causait la mort non seulement du cavalier, mais du cheval lui-même, le venin se propageant le long de la lance. Ce monstre redoutable (on en a fait souvent l'épreuve pour les rois, désireux d'en voir le cadavre) ne résiste pas à des belettes ; ainsi le veut la nature : rien n'est sans contrepoids. On les fait entrer dans des cavernes, que l'on reconnaît facilement parce que le sol est brûlé alentour ; elles tuent le basilic par l'odeur qu'elles exhalent, et meurent en même temps. Tel est le résultat du combat de la nature avec elle-même. »

— Pline l'Ancien, Histoire naturelle, livre IX
Dans la tradition antique, le venin du basilic est réputé mortel. Bien qu'il soit généralement décrit comme incurable, Érasistrate prétend que le castoréum en serait un remède efficace. Les Romains attribuaient au basilic des propriétés médicinales pour guérir les maladies et les envoûtements.
Dans sa Pharsale, Lucain décrit le basilic comme le roi des serpents. Il le présente comme issu du sang dégoulinant de la tête de Méduse, tranchée par Persée et qui empoisonna le sable de Libye, donnant naissance à toutes sortes de serpents :

« Nous allons chercher ces reptiles de Libye pour nos morts raffinées ; l'aspic est un objet de commerce ! L'hoemorrhoïs, autre serpent qui ne laisse pas aux malheureux une goutte de leur sang, déroule ses anneaux écailleux. Puis, c'est le chersydre destiné aux plaines des Syrtes perfides, et le chélydre qui laisse une trace fumante, et le cenchris qui glisse toujours tout droit et dont le ventre est tacheté comme l'ophite thébain, l'hammodyie, dont la couleur ressemble, à s'y méprendre, à celle du sable, et le céraste vagabond et tortueux, et le scytale, qui seul, durant les frimas épars, s'apprête à jeter sa dépouille, et la brûlante dipsade, et le terrible amphisboene aux deux têtes, et le natrix, fléau des ondes, et le jaculus ailé, et le paréos dont la queue marque sa route, et l'avide prester, qui ouvre sa gueule écumante et béante, et le seps venimeux, qui dissout les chairs et les os, et celui dont le sifflement fait trembler toutes ces bêtes terribles, celui qui tue avant de mordre, le basilic, terreur des autres serpents, roi des déserts poudreux. »

— Lucain, Pharsale, livre IX
Après la Septante grecque, la vulgate, traduction latine de la Bible, mentionne aussi le basilic, mais il s'agit d'une mauvaise traduction de l'hébreu Tsépha. La présence du basilic dans la Bible força les encyclopédistes chrétiens à trouver une explication plus rationnelle à l'existence du basilic que celle fournie par la Pharsale de Lucain.

### Moyen Âge, Renaissance et folklore français

#### Apparence
Au Moyen Âge et notamment en France, l'apparence du basilic se modifia : décrit comme un serpent à l'origine, il devint bipède et couronné et se vit attribuer une paire d'ailes souvent épineuses, de reptile ou un crochet au bout de la queue,. Il prit généralement l'apparence d'un coq démoniaque à queue de dragon ou de serpent aux ailes de chauve-souris, ou d'un dragonnet d'une quinzaine de centimètres de long pourvu d'un souffle délétère et empoisonné.
En 1642, la gravure de l’Histoire naturelle des serpents et dragons d'Ulisse Aldrovandi attribue au basilic huit pattes et des écailles.
Les représentations du basilic sont extrêmement variables, avec pour seule constante le pouvoir meurtrier de son regard.

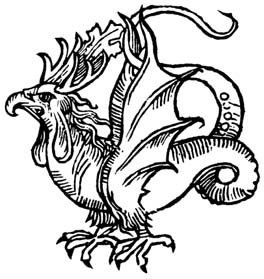
Représentation classique d'un basilic (1510).
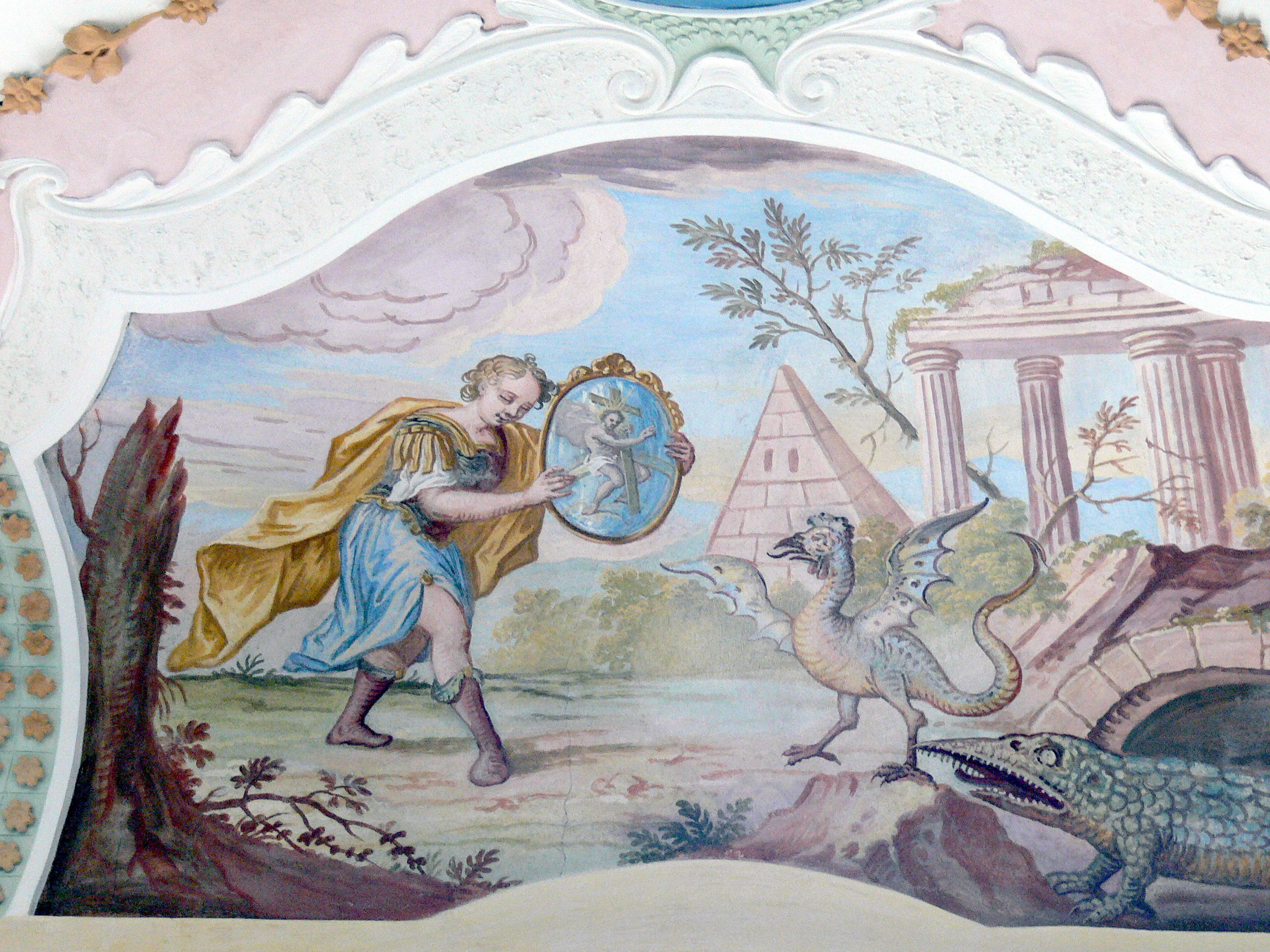
Allégorie de la force de la foi : un basilic est foudroyé par la vision de son propre regard dans un miroir. Wolframs-Eschenbach, cimetière de l'église St. Sebastian, par Johann Michael Zink (de) de Neresheim (1741).
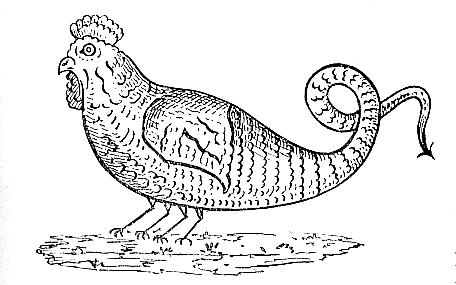
Un basilic en 1890 dans l'ouvrage Die historischen Notizen des Bürgermeisterei-Dieners, par Johannes Janssen.
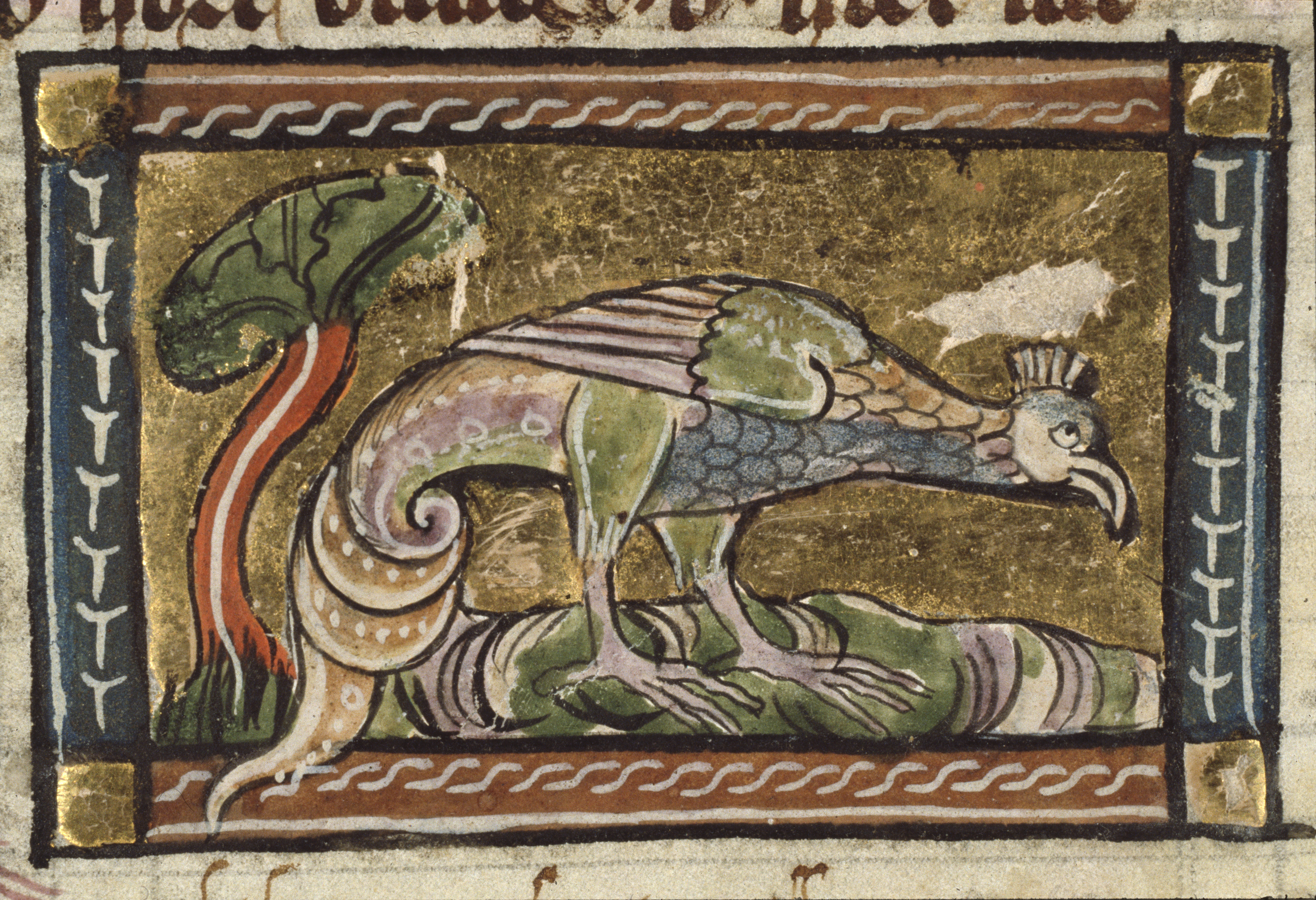
Basilic, Der naturen bloeme (nl), Jacob van Maerlant.

#### Liens avec le cocatrix

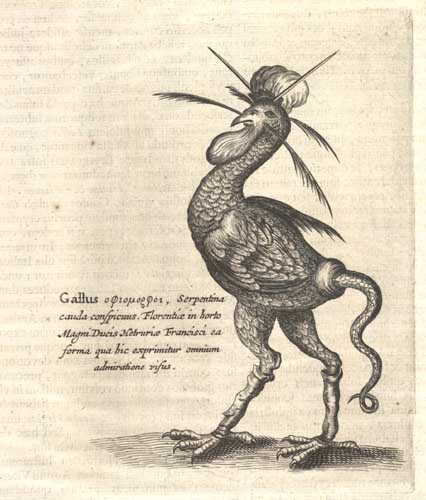
Un « basilicoq », tel qu'on se le représentait en 1665.

Le basilic fut longtemps confondu avec le cocatrix, notamment en ce qui concerne sa naissance. La figure du cocatrix est en fait née d'une interprétation du texte de Lucain. Au XIVe siècle, Geoffrey Chaucer parle du « basilicoq ». Le basilic, ou basilicoq, est censé naître d'un œuf de coq âgé de sept à quatorze ans, nommé « coquatrix », qui est pondu dans du foin et ensuite couvé par un serpent ou un crapaud.

« Quelques-uns forgent l'origine et naissance du basilic en ceste sorte, à savoir que quand un coq commence à devenir fort vieux, ce qui arrive au septième ou au neuvième ou au plus tard au quatorzième de son âge, il pond un œuf aux plus chauds mois de l'été, qui s'est formé de plumes. »

Dans le chapitre XXXVI de son The Age of Fable; or Stories of Gods and Heroes (1855), Thomas Bulfinch consacre une section au basilic, qu'il présente comme étant le même animal que le cocatrix. D'après lui, cet animal est qualifié de « roi des serpents » parce que les autres serpents sont ses sujets et, de crainte d'être tués, s'enfuient dès qu'ils entendent siffler, lui laissant ainsi les meilleures proies. Ses merveilleux pouvoirs sont attestés par une foule de savants, tels que Galien, Avicenne, Scaliger et d'autres. Cependant, Jan Jonston remet en cause son existence, demandant, puisque personne peut le voir sans en mourir, qui aurait pu survivre pour en raconter son histoire ? Sans doute ignorait-il que ceux qui partaient chasser la bête emportaient avec eux un miroir, qui renvoyait sur elle son éclat mortel, et par une sorte de justice tuent le basilic avec sa propre arme. Une fois mort, celui-ci avait une utilité. Sa carcasse était suspendue dans le temple d'Apollon, ainsi dans les maisons particulières, comme un remède souverain contre les araignées. Elle fut aussi pendue dans le temple de Diane, raison pour laquelle jamais aucune hirondelle n'osa entrer dans le lieu sacré.

#### Autres légendes

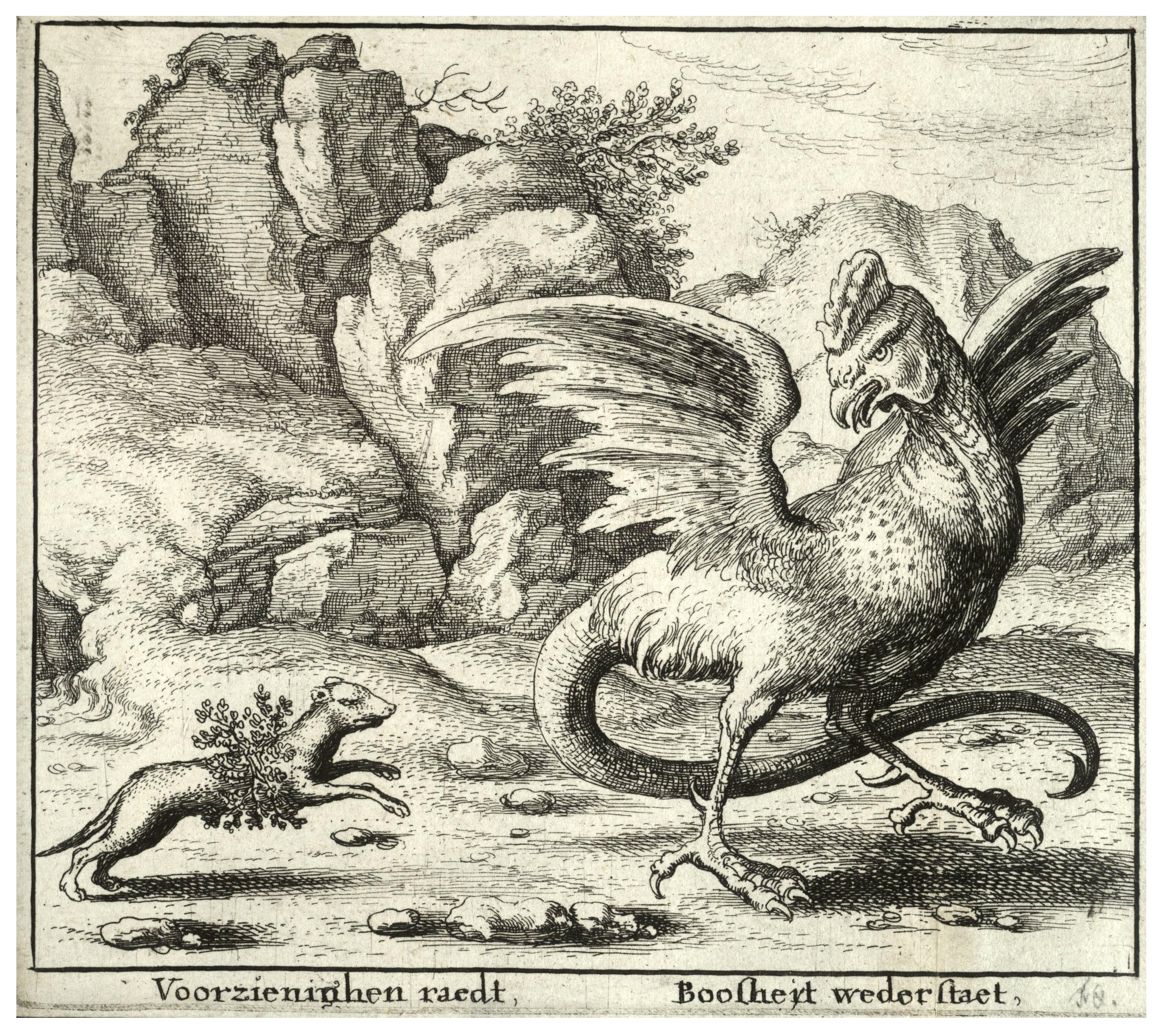
Une belette combattant un basilic ; gravure attribuée à Wenceslas Hollar.

Jean-François Bladé rapporte que dans le Sud-Ouest de la France, « le Basilic a le corps d'une loutre, avec une tête d'homme couronnée d'or, comme les empereurs et les rois ». Le fer, le plomb et le poison ne peuvent rien contre lui car d'un seul regard, il fait tomber hommes et bêtes raides morts ; Aussitôt qu'on lui montre son visage dans un miroir, il meurt, mais un autre basilic naît sept ans après.
Un proverbe du XVIe siècle dit que :

« Le Basilic tue
Seulement avec sa vue »

— Rapporté par Édouard Brasey
Cependant, il pouvait aussi tuer par son souffle tant son haleine est répugnante, ou même par le contact de sa peau, puisqu'il sécrète du venin.
Selon Claude Seignolle, « Nuit et jour, le basilic voyage sous terre, cherchant le fond des citernes et des puits. Malheur aux hommes, malheur aux femmes, malheur surtout aux enfants qui se penchent sur les margelles, pour cracher ou jeter des pierres dans l'eau. D'en bas, le basilic les appelle, et on n'en entend plus parler ».
D'après Jorge Luis Borges, le basilic vit dans les déserts qu'il a créés par sa seule présence. Les oiseaux tombent morts à ses pieds et les fruits pourrissent, l'eau des fleuves où il s'abreuve reste empoisonnée pendant des siècles. Les voyageurs expérimentés prenaient des coqs pour les accompagner, ou des miroirs afin que le basilic soit foudroyé par sa propre image.
Le basilic était réputé avoir quelques points faibles. Ainsi, la seule plante capable de résister à son souffle était la rue, « herbe de grâce », réputée pour ses nombreuses propriétés à l'époque. Le basilic craignait aussi quelques autres animaux, comme le coq dont le chant le mettait en fuite, et la belette, dont il craignait également l'odeur, réputée être le seul animal capable de le vaincre. Après un combat contre le basilic, la belette se soignait avec des feuilles de rue. Un autre ennemi du basilic est l'éale, décrit comme un monstre amphibie de la taille d'un cheval possédant des défenses et des cornes mobiles, une mâchoire de sanglier et une queue d'éléphant. Le basilic ne s'y attaquerait que lorsque ce dernier dort.
La belette est elle-même l'ennemi du cobra, lointain cousin du basilic.

### Symbolique

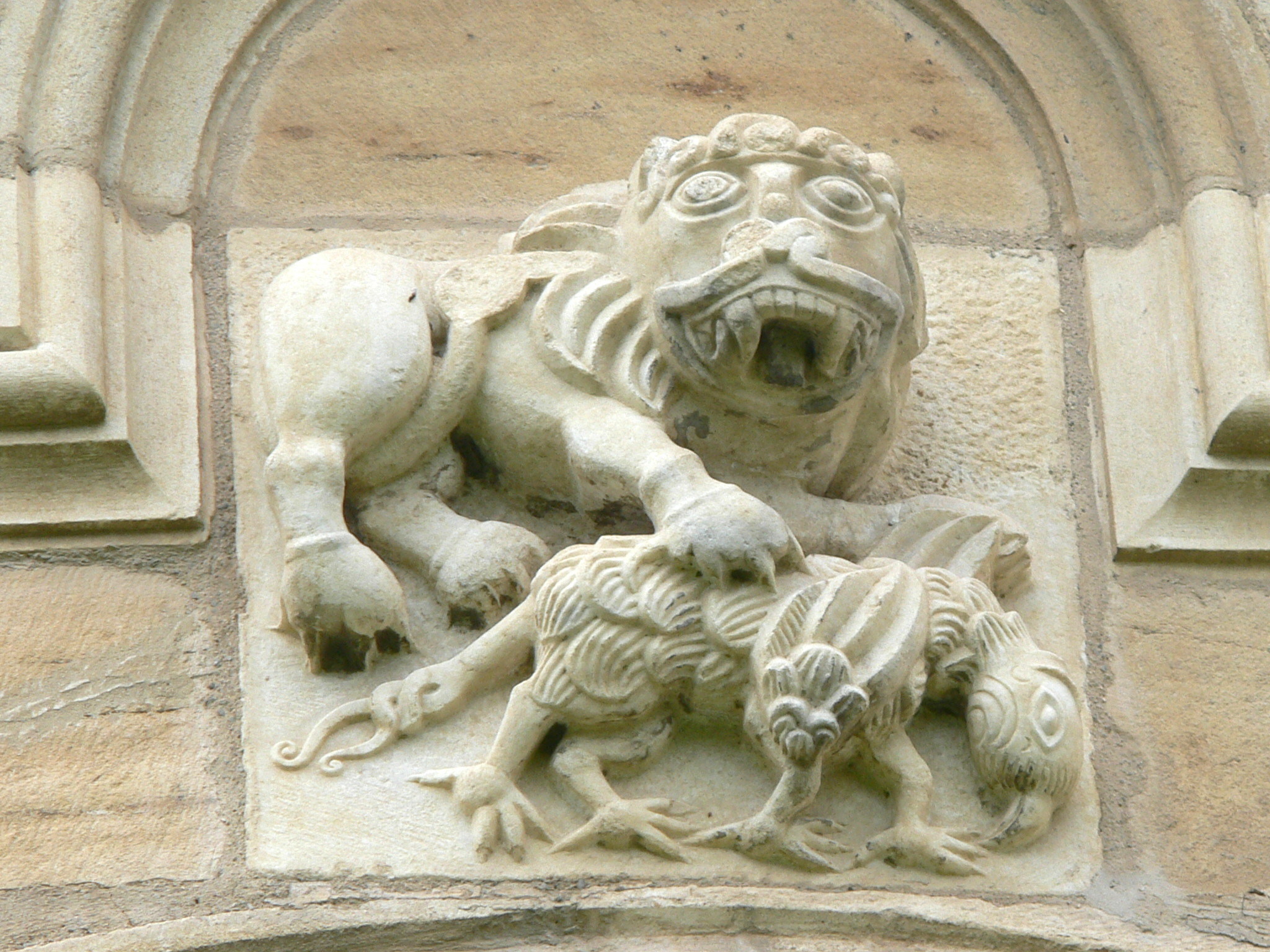
Le lion, symbolisant le Christ tue le basilic, symbole de Satan. Cathédrale de Gurk (vers 1180).

Cet être fabuleux est l'incarnation même du pouvoir royal qui foudroie ceux qui lui manquent d'égards. C'est l'un des symboles de Satan et la représentation du danger mortel que l'on ne peut éviter à temps et dont seule la protection d'un ange divin peut préserver.
À l'époque médiévale, il peut symboliser l'un des 7 péchés capitaux : la luxure.
On lui attribue parfois la diffusion des pires maladies, comme la syphilis. Ainsi, la syphilis était au XVe siècle imputée au venin du basilic (en allemand, syphilis  se dit Basilikengift, « le poison du basilic »).

### Symbole de la ville de Bâle
Le basilic était fort populaire au Moyen Âge et son nom est très proche linguistiquement du nom de la ville de Bâle (en allemand : Basel ; en italien et en romanche : Basilea). Les basilics portant les armoiries de la ville sont mentionnés pour la première fois dans un document de 1448. Plusieurs légendes se disputent pour son accession à cette prestigieuse fonction.
Une des représentations des armoiries de la ville comportant un basilic est la gravure sur bois de Maître DS de 1511 intitulé Basilic. Emblème de Bâle qui est actuellement conservé au British Museum de Londres. Le recours au basilic repose sur l'homophonie entre le nom de la ville et de la créature fantastique. Cette symbolique ambivalente exprime le caractère invincible de la cité.
De plus, la toute première fontaine au basilic, celle-ci en pierre, se trouve dans l’Augustinergasse, où un superbe basilic réalisé en 1530 tient les armoiries de Bâle. À l'occasion d'un concours organisé en 1884, la fontaine au basilic a été créée par l’architecte et dessinateur Wilhelm Bubeck (1850–1890) et reproduite à 50 exemplaires dont 38 étaient installés dans la ville de Bâle. Aujourd'hui, il en reste seulement 28 dispersés dans la cité.

## Représentation dans les arts
Le basilic est présent dans les arts, notamment pour décorer des fontaines.

### Héraldique
Le basilic est un meuble héraldique : il est représenté comme un dragon à tête de coq. Ses ailes sont préférentiellement formées de plumes, et non membraneuses comme celles du dragon.

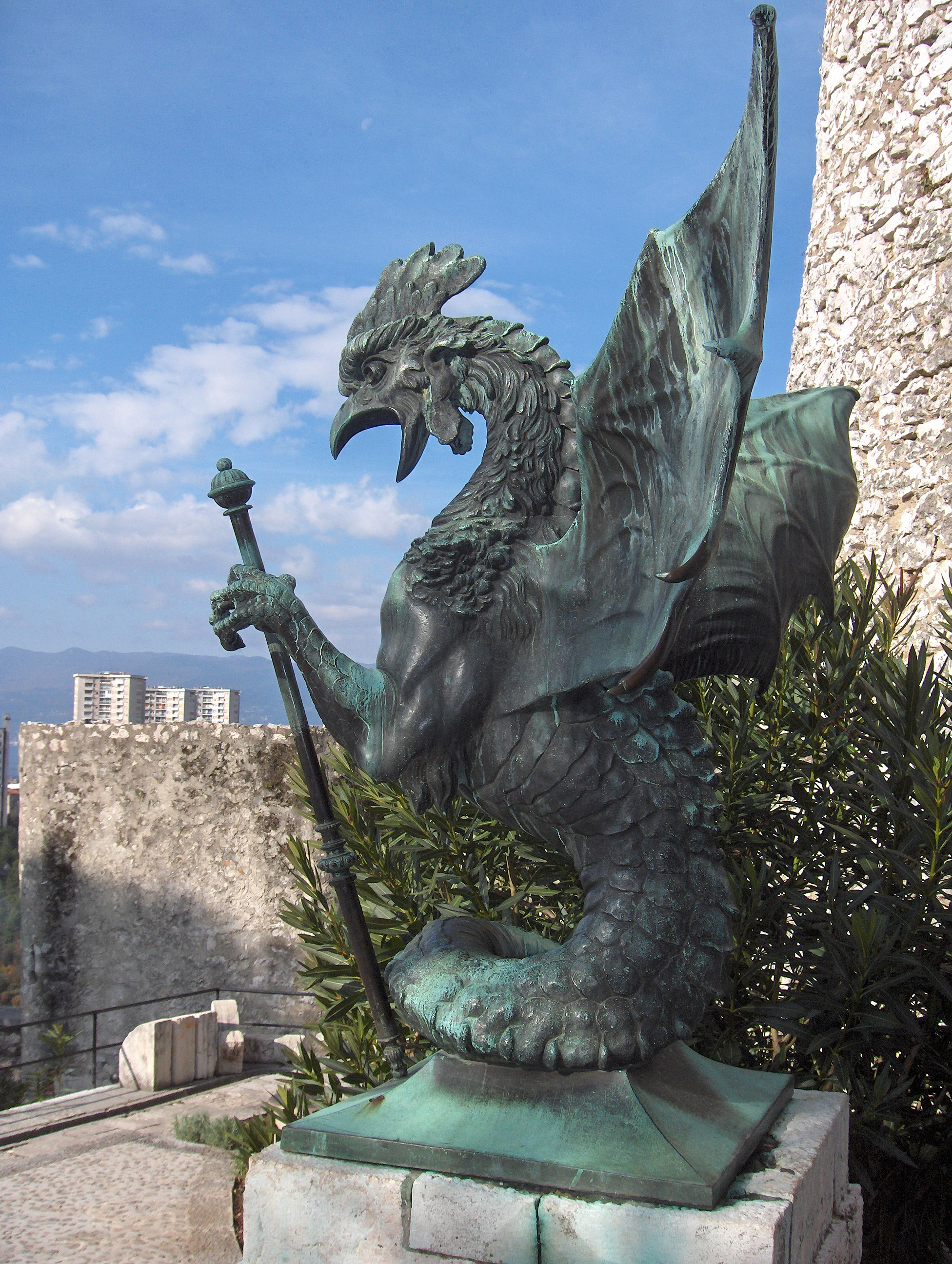
Statue d'un basilic en Croatie.
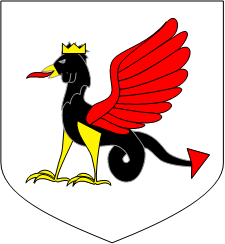
Héraldique : « D’argent au basilic de sable, couronné, becqué et armé d’or, lampassé, ailé et dardé de gueules, qui est de Kazan ».

### Iconographie
La représentation du basilic apparaît surtout à partir du Moyen Âge, grâce à la diffusion des bestiaires. Il est encore représenté dans les recueils sur la nature au XVIIe siècle, avant de disparaître pour revenir à notre époque contemporaine.
À la place du petit serpent couronné antique, les artistes ont plutôt représenté sous la forme d'un coq assez grand, qui possède des ailes membraneuses et une queue (sa queue incarnant sa grande férocité et la puissance nuisible qu'on attachait à ce lézard fabuleux).

## Dans la culture populaire moderne

### Littérature
Le basilic est mentionné 
- dans deux passages de Richard III (1592–1594), pièce de théâtre historique de William Shakespeare[15].
- dans le conte Zadig ou la Destinée (1748) de Voltaire, au chapitre XVIII, « Le basilic ».
- dans l'ouvrage De la quadruple racine du principe de raison suffisante (1813, remanié 1847) d'Arthur Schopenhauer, qui, dans sa préface s'en prend à Hegel et à sa philosophe, aux conséquences selon lui dévastatrices pour la science et la philosophie allemande du XIXe siècle. Schopenhauer écrit en parlant des savants de son temps (1847) : « ils deviennent la proie du vil matérialisme qui a éclos de l’œuf du basilic ».
- Percy Bysshe Shelley compose en 1820 une Ode à Naples, pleine d'un enthousiasme suscité par la proclamation d'un gouvernement constitutionnel à Naples, dans laquelle il utilise une comparaison avec le basilic[16].
- Dans la septième partie de son poème La Tentation de saint Antoine (1874), Gustave Flaubert confronte Antoine le Grand avec maintes créatures, dont un basilic[17].
- Dans le roman Harry Potter et la Chambre des secrets (1998) de J. K. Rowling, le personnage d'Harry Potter doit affronter un basilic, dont la parenté implicite avec la Gorgone est établie (tous les deux ont le pouvoir de pétrifier les personnes qui croisent leur regard)[18].
- Le premier tome de la série Amos Daragon (2003) de Bryan Perro mentionne le basilic.
- Dans le livre pour enfants Les P'tites Poules, La Bête et le Chevalier (2005), les héros sont confrontés à un basilic, « créature des enfers, mi-coq, mi-serpent ».
- Dans le roman Le Fils de Neptune (2012) de Rick Riordan, les héros sont confrontés à une attaque de basilics.

### Bande dessinée et manga
- L'album Le Dernier Chant des Malaterre, troisième tome de la série de Les Compagnons du crépuscule de François Bourgeon, évoque ce mythe.
- Dans le manga Basilisk, le héros a le pouvoir de contrôler ses ennemis d'un simple regard, comme l'héroïne peut ainsi vaincre n'importe quel ninja.
- Dans le manga One piece tome 67, le basilic est un gardien du deuxième niveau de la grande prison Impel Down.
- Dans la série Sanctuary (saison 3, épisode 10), le basilic empêche Magnus et Will d'entrer dans la cité de Praxis.
- Dans le tome 8 de la bande dessinée Kaamelott, le roi Arthur et ses chevaliers affrontent plusieurs basilics.

### Jeu de rôle
- Dans Palladium, le basilic est un dragon.
- Dans Donjons et Dragons (univers de campagne des Royaumes oubliés), le basilic est capable de transformer d'un regard les gens en pierre. Cependant, son regard n'affecte pas les morts-vivants.

### Jeu de société
- Dans le jeu de cartes à collectionner Magic : l'assemblée, le basilic est vert. S'il bloque une créature ou est bloqué par elle, celle-ci est détruite à la fin du combat.

### Jeu vidéo
- Dans Heroes of Might and Magic III, le basilic est une des créatures de l'un des châteaux du jeu, capable de pétrifier ses adversaires. Il apparaît aussi dans l'opus 7, chevauché par un orc.
- Dans Dark Age Of Camelot, les basilics ressemblent aux cocatrices (une tête de coq, des ailes de chauve-souris et un corps de poulet).
- Dans World of Warcraft, les basilics ressemblent à des crocodiles pourvus de six pattes et ils peuvent assommer leurs ennemis d'un regard.
- Dans God of War : Chains of Olympus, Kratos combat le basilic.
- Le basilic apparaît également sous forme de monstre dans les jeux vidéo Final Fantasy X et Final Fantasy X-2.
- Le basilic apparaît aussi dans la série de jeu The Witcher, ainsi que les cocatrix.

### Article
- Růžena Gregorová et Thierry Malvesy, « Basilic, mermaid, Jenny Haniver : Le démon aux trois noms », Espèces, no 29,‎ septembre 2018, p. 41-48 (lire en ligne)